# Moore (månkrater)
För andra betydelser, se Moore.
Moore är en nedslagskrater på månens baksida. Moore har fått sitt namn efter den amerikanske astronomen Joseph Haines Moore.
Kratern har en diameter på ungefär 52 km.

## Satellitkratrar
| Moore | Latitud | Longitud | Diameter |
| ----- | ------- | -------- | -------- |
| F     | 37.4° N | 175.0° V | 24 km    |
| L     | 36.1° N | 177.1° V | 27 km    |